# Rutstroemia henningsiana
Rutstroemia henningsiana är en svampart som först beskrevs av Plöttn., och fick sitt nu gällande namn av Dennis 1956. Rutstroemia henningsiana ingår i släktet Rutstroemia och familjen Rutstroemiaceae.  Arten är reproducerande i Sverige. Inga underarter finns listade i Catalogue of Life.